# عبد الرحمن الفاسي
عبد الرحمن الفاسي (1040هـ - 1096هـ / 1631م - 1685م) هو فقيه مالكي صوفي، من أهل المغرب.
هو أبو زيد عبد الرحمن ابن الشيخ عبد القادر الفاسي الفِهري، ولد بمدينة فاس وبها نشأ، وأخذ عن والده عبد القادر بن علي بن يوسف الفاسي (ت. 1091 هـ)، وعمّه أحمد بن علي الفاسي (ت. 1062 هـ)، وقريبه محمد بن أحمد بن أبي المحاسن الفاسي (ت. 1084 هـ)، و الشيخ حمدون بن محمد الأبار (ت. 1071 هـ)، وأحمد بن محمد الزموري (ت. 1057 هـ)، وأحمد بن محمد القلصادي (ت. 1063 هـ)، ومحمد بن أحمد الصبّاغ (ت. 1076 هـ).

## آثاره
من مؤلفاته:
- «اللؤلؤ والمرجان في مناقب الشيخ عبد الرحمن»
- «تحفة الأكابر في مناقب الشيخ عبد القادر»
- «مفتاح الشفا»
- «الأقنوم في مبادئ العلوم»
- «نخبة الطلاب في عمل الأسطرلاب»
- «أزهار البستان في مناقب الشيخ عبد الرحمن»